# Coppa del Re 1999-2000
La Copa del Rey 1999-2000 fu la 96ª edizione della Coppa di Spagna. Il torneo iniziò il 1º settembre 1999 e si concluse il 27 maggio 2000. La finale si disputò allo stadio Mestalla di Valencia e la squadra vincente fu l'Espanyol che vinse questa competizione dopo 60 anni.

## Formula e squadre partecipanti
In questa edizione presero parte tutte le 20 squadre di Primera División, 21 squadre di Segunda División e 30 squadre di Segunda División B che si sfidarono in scontri ad eliminazione diretta. I club impegnati nelle coppe europee erano direttamente qualificati per il secondo turno mentre gli altri club di massima divisione e quelli di Segunda División (tranne le neopromesse) partirono dal primo turno.

## Turno preliminare
Il turno preliminare fu giocato il 1º settembre in gara unica.
| Squadra 1            | Risultato       | Squadra 2        |
| -------------------- | --------------- | ---------------- |
| Ponferradina         | 4 - 3           | Leonesa          |
| Zamora CF            | 2 - 1           | Racing Ferrol    |
| Real Unión           | 1 - 0           | Burgos           |
| Izarra               | 0 - 2           | Barakaldo        |
| Figueruelas          | 1 - 2           | Bermeo           |
| Real Ávila           | 2 - 2 (4-5 dcr) | Talavera         |
| Lanzarote            | 1 - 1 (4-5 dcr) | Getafe           |
| Gimnástica Segoviana | 1 - 0           | Universidad LPGC |
| Coria                | 1 - 0           | Cadice           |
| Linense              | 1 - 2           | Melilla          |
| Dos Hermanas         | 1 - 3           | Córdoba          |
| Guadix               | 0 - 0 (3-4 dcr) | CP Almería       |
| Alzira               | 1 - 1 (4-3 dcr) | Real Murcia      |
| Premià               | 2 - 0           | Levante          |
| Novelda              | 2 - 1           | Elche            |
| Lorca CF             | 1 - 0           | FC Cartagena     |

## Primo turno
Le partite furono giocate dal 9 novembre al 1º dicembre 1999.
| Squadra 1            | Totale | Squadra 2        | Andata | Ritorno |
| -------------------- | ------ | ---------------- | ------ | ------- |
| Osasuna              | 2 - 1  | Siviglia         | 1 - 0  | 1 - 1   |
| Córdoba              | 1 - 3  | Espanyol         | 1 - 1  | 0 - 2   |
| Real Unión           | 2 - 1  | Real Valladolid  | 1 - 1  | 1 - 0   |
| Bermeo               | 0 - 2  | Real Betis       | 0 - 0  | 0 - 2   |
| Salamanca UDS        | 4 - 6  | Rayo Vallecano   | 2 - 2  | 2 - 4   |
| Recreativo Huelva    | 0 - 4  | Real Saragozza   | 0 - 0  | 0 - 4   |
| Hércules             | 0 - 3  | Racing Santander | 0 - 0  | 0 - 3   |
| CD Logroñés          | 3 - 1  | Real Sociedad    | 2 - 1  | 1 - 0   |
| Lorca CF             | 0 - 3  | Real Oviedo      | 0 - 1  | 0 - 2   |
| Extremadura          | 1 - 2  | Alavés           | 1 - 1  | 0 - 1   |
| Melilla              | 4 - 5  | Athletic Bilbao  | 2 - 2  | 2 - 3   |
| Alzira               | 0 - 2  | Malaga           | 0 - 0  | 0 - 2   |
| Compostela           | 6 - 5  | Numancia         | 4 - 2  | 2 - 3   |
| Barakaldo            | 3 - 2  | Premià           | 1 - 0  | 2 - 2   |
| Ponferradina         | 2 - 4  | Albacete         | 1 - 1  | 1 - 3   |
| Coria                | 3 - 5  | UE Lleida        | 2 - 4  | 1 - 1   |
| Ourense              | 3 - 1  | Getafe           | 1 - 0  | 2 - 1   |
| Gimnástica Segoviana | 1 - 2  | Sporting Gijón   | 0 - 0  | 1 - 2   |
| Villarreal           | 3 - 1  | Leganés          | 0 - 1  | 3 - 0   |
| Badajoz              | 1 - 2  | Las Palmas       | 1 - 1  | 0 - 1   |
| Novelda              | 0 - 1  | CP Almería       | 0 - 1  | 0 - 0   |
| Eibar                | 1 - 0  | Toledo           | 1 - 0  | 0 - 0   |
| Talavera             | 1 - 3  | CP Mérida        | 1 - 0  | 0 - 3   |
| Zamora CF            | 2 - 6  | Tenerife         | 2 - 2  | 0 - 4   |

## Secondo turno
Le partite furono giocate dal 14 dicembre 1999 al 12 gennaio 2000.
 Real Madrid
| Squadra 1           | Totale | Squadra 2        | Andata | Ritorno |
| ------------------- | ------ | ---------------- | ------ | ------- |
| Sporting Gijón      | 2 - 7  | Celta Vigo       | 0 - 3  | 2 - 4   |
| CP Almería          | 0 - 2  | Barcellona       | 0 - 0  | 0 - 2   |
| Deportivo La Coruña | 2 - 2  | Malaga           | 1 - 0  | 1 - 2   |
| Las Palmas          | 2 - 3  | Atlético Madrid  | 2 - 2  | 0 - 1   |
| Ourense             | 4 - 3  | Maiorca          | 2 - 2  | 2 - 1   |
| Osasuna             | 3 - 2  | Valencia         | 3 - 0  | 0 - 2   |
| Real Saragozza      | 6 - 2  | Racing Santander | 2 - 1  | 4 - 1   |
| Athletic Bilbao     | 0 - 1  | Rayo Vallecano   | 0 - 1  | 0 - 0   |
| CD Logroñés         | 4 - 4  | Real Oviedo      | 3 - 2  | 1 - 2   |
| Albacete            | 0 - 2  | Espanyol         | 0 - 0  | 0 - 2   |
| CP Mérida           | 2 - 0  | Real Betis       | 1 - 0  | 1 - 0   |
| Real Unión          | 2 - 2  | Alavés           | 1 - 0  | 1 - 2   |
| UE Lleida           | 1 - 1  | Eibar            | 0 - 0  | 1 - 1   |
| Barakaldo           | 0 - 1  | Villarreal       | 0 - 0  | 0 - 1   |
| Tenerife            | 2 - 4  | Compostela       | 2 - 2  | 0 - 2   |

## Ottavi di finale
Le partite furono giocate dal 19 gennaio al 3 febbraio 2000.
| Squadra 1      | Totale | Squadra 2           | Andata | Ritorno         |
| -------------- | ------ | ------------------- | ------ | --------------- |
| Real Saragozza | 0 - 2  | Real Madrid         | 0 - 0  | 0 - 2           |
| Ourense        | 1 - 2  | Barcellona          | 1 - 2  | 0 - 0           |
| Real Unión     | 0 - 5  | Atlético Madrid     | 0 - 3  | 0 - 2           |
| Espanyol       | 3 - 1  | Celta Vigo          | 2 - 1  | 1 - 0           |
| Osasuna        | 2 - 0  | Deportivo La Coruña | 1 - 0  | 1 - 0           |
| CP Mérida      | 1 - 0  | Real Oviedo         | 1 - 0  | 0 - 0           |
| Compostela     | 3 - 3  | Villarreal          | 3 - 0  | 0 - 3 (4-2 dcr) |
| UE Lleida      | 3 - 6  | Rayo Vallecano      | 2 - 3  | 1 - 3           |

## Quarti di finale
I quarti si disputarono dal 9 al 17 febbraio 2000.
| Squadra 1       | Totale | Squadra 2      | Andata | Ritorno |
| --------------- | ------ | -------------- | ------ | ------- |
| Osasuna         | 0 - 6  | Barcellona     | 0 - 4  | 0 - 2   |
| Espanyol        | 5 - 2  | Compostela     | 5 - 1  | 0 - 1   |
| Atlético Madrid | 2 - 2  | Rayo Vallecano | 0 - 0  | 2 - 2   |
| Real Madrid     | 2 - 2  | CP Mérida      | 1 - 0  | 1 - 2   |

## Semifinali
Le semifinali si disputarono dal 12 al 26 aprile 2000.
| Squadra 1       | Totale | Squadra 2  | Andata | Ritorno               |
| --------------- | ------ | ---------- | ------ | --------------------- |
| Real Madrid     | 0 - 1  | Espanyol   | 0 - 0  | 0 - 1                 |
| Atlético Madrid | 3 - 0  | Barcellona | 3 - 0  | N.D. (3-0 a tavolino) |

## Finale
| Squadra 1 | Risultato | Squadra 2       |
| --------- | --------- | --------------- |
| Espanyol  | 2 - 1     | Atlético Madrid |

| Arbitro: | Antonio López Nieto |

| |            | |
| Tamudo 2’ Sergio 85’ | Marcatori  | 90’ Hasselbaink |
| · Cavallero P Cristóbal D Nando D Pochettino D Roger D Toni Velamazán C · Sergio C Gâlcă C Arteaga C 78’ Martín Posse A 71’ Tamudo A Sostituzioni: · 71’ Serrano A 78’ Rotchen D A disposizione: · Soldevilla D | Formazioni | · P Toni Jiménez D Aguilera 75’ D Gaspar D Santi D Gamarra 50’ C Capdevila C Baraja C Valerón C Hugo Leal · A Kiko A Hasselbaink Sostituzioni: · C Luque 50’ C Solari 75’ |
| Paco Flores | Allenatori | Fernando Zambrano |

## Classifica marcatori
| Gol |  |  | Giocatore               | Squadra         |
| --- |  |  | ----------------------- | --------------- |
| 4   |  |  | Igor Arenaza            | CD Logroñés     |
| 4   |  |  | Barata                  | Tenerife        |
| 4   |  |  | Luis Cembranos          | Rayo Vallecano  |
| 4   |  |  | Constantin Gâlcă        | Espanyol        |
| 4   |  |  | Jimmy Floyd Hasselbaink | Atlético Madrid |
| 4   |  |  | Míchel (II)             | Rayo Vallecano  |
| 4   |  |  | Yordi                   | Real Saragozza  |
| 3   |  |  | Dani                    | Barcellona      |
| 3   |  |  | Óscar Martínez          | Ourense         |
| 3   |  |  | Maurício Pantera        | Compostela      |
| 3   |  |  | Míchel (I)              | Rayo Vallecano  |
| 3   |  |  | Peter Møller            | Real Oviedo     |
| 3   |  |  | Juan Manuel Prieto      | CP Mérida       |